# 理夏德·卡图斯
理夏德·卡图斯（波蘭語：Ryszard Katus，1947年3月29日—），波兰男子田径运动员。他曾代表波兰参加1972年和1976年夏季奥林匹克运动会田径比赛，其中1972年奥运会获得一枚铜牌。